# I flesta laget
I flesta laget (engelska: Multiplicity) är en amerikansk komedifilm från 1996 producerad och regisserad av Harold Ramis. I huvudrollerna ses Michael Keaton och Andie MacDowell.

## Handling
Doug Kinney är en byggnadsarbetare i Los Angeles som jobbar hårt med sitt arbete men har inte tid att träffa sin familj, en dag när han ska bygga en flygel i en forskningsanläggning möter han vetenskapsmannen doktor Leeds som lyckats skapa klonade människor som erbjuder Doug att skapa en klon av sig själv, vilket ger Doug en idé för att lösa problemet så att den ena jobbar medan den andre umgås med sin familj. Experimentet blir lyckat och Doug använder sin klon.

## Rollista
| Skådespelare       | Rollfigur                     |
| ------------------ | ----------------------------- |
| Michael Keaton     | Doug Kinney (a.k.a. Steve)    |
| Michael Keaton     | Doug Kinney #2 (a.k.a. Lance) |
| Michael Keaton     | Doug Kinney #3 (a.k.a. Rico)  |
| Michael Keaton     | Doug Kinney #4 (a.k.a. Lenny) |
| Andie MacDowell    | Laura Kinney                  |
| Zack Duhame        | Zack Kinney                   |
| Katie Schlossberg  | Jennifer Kinney               |
| Harris Yulin       | Dr. Leeds                     |
| Richard Masur      | Del King                      |
| Eugene Levy        | Vic                           |
| Ann Cusack         | Noreen                        |
| John de Lancie     | Ted                           |
| Judith Kahan       | Franny                        |
| Brian Doyle-Murray | Walt                          |
| Obba Babatundé     | Paul                          |
| Julie Bowen        | Robin                         |
| Dawn Maxey         | Beth                          |
| Kari Coleman       | Patti                         |

## Mottagande
Filmen blev ingen succé, bara hälften av filmens budget på 45 miljoner dollar gick i intäkter, filmen mottogs av negativa recensioner från kritiker och har snittbetyget 44% på Rotten Tomatoes.